# ヒルトン・アームストロング
ヒルトン・ジュリアス・アームストロング・ジュニア（Hilton Julius Armstrong, Jr., 1984年11月23日 - ）は、アメリカ合衆国ニューヨーク州ヨンカーズ出身の元バスケットボール選手。バスケットボール指導者。身長211cm、体重107kg。ポジションはパワーフォワード兼センター。

## 学生時代
高校はピークスキル高校でプレイし、高校卒業後、コネチカット大学に進学した。
大学の最終学年のとき、9.7得点6.6リバウンド3.1ブロックFG成功率61％の成績を残し、チームメイトのジョシュ・ブーンと共にビッグ・イーストの年間最優秀守備選手賞に選ばれた。

## NBA
2006年のNBAドラフトではニューオーリンズ・ホーネッツから全体12位指名を受けた。ホーネッツに所属していたときは、ブロックショットや運動能力からフロントラインを担うことが期待されたが、チームはシカゴ・ブルズからタイソン・チャンドラーを獲得したため、その控えとして過ごし、チャンドラーが欠場時には先発に起用された。
2010年1月11日、2016年のドラフト2巡指名権と引き換えにサクラメント・キングスにトレードされ、さらに同年2月18日、ケビン・マーティンと共にカール・ランドリー、ジョーイ・ドーシーとの引き換えでヒューストン・ロケッツにトレードされた後、数試合出場した後、4月10日解雇された。同年7月13日、ワシントン・ウィザーズと契約した。2011年2月23日、カーク・ハインリックと共にマイク・ビビー、ジョーダン・クロフォード、モーリス・エバンス、2011年のドラフト1巡目指名権と引き換えにアトランタ・ホークスに移籍した

## Bリーグ
2016年8月、Bリーグの千葉ジェッツと契約。2017年7月、琉球ゴールデンキングスに移籍。2018年から2020年まで名古屋ダイヤモンドドルフィンズでプレーした。

## 現役引退後
2021年8月11日、ゴールデンステイト・ウォリアーズのビデオアシスタントスタッフ就任が報じられ、指導者としてのキャリアを始めることとなった。
2022年9月9日、2022-2023シーズンは選手育成コーチを担当することが発表された。